# Cambrai-emlékmű
A Cambrai-emlékmű (Cambrai Memorial) a franciaországi Louverval településnél található építmény, amely az első világháború cambrai-i csatájában elesett és ma ismeretlen helyen nyugvó nemzetközösségi katonák előtt tiszteleg.

## Történelmi háttér
A cambrai-i csata 1917. november-decemberben zajlott. A britek november 20-án kora reggel indultak támadásba, és sikerült áttörniük a német védelmet. Két nap múlva azonban az offenzíva elakadt, és a németeknek sikerült újraszervezniük magukat. November 23-28. között szinte csak a Bourlon-erdő közelében folyt csata. Másnapra világossá vált a brit hadvezetés számára, hogy a németek készen állnak egy nagyobb ellentámadásra. A következő öt napban a németek az elvesztett terület jelentős részét visszafoglalták.

## Az emlékmű
Az emlékmű falaira 7048 olyan brit és dél-afrikai katona nevét vésték fel, aki elesett az ütközetben, és ma ismeretlen helyen nyugszik. Az emlékművet Harold Chalton Bradshaw tervezte, a szobrászmunkát Charles Sargeant Jagger végezte. 1930. augusztus 4-én Sir Louis Vaughan altábornagy leplezte le. Az emlékmű – egy félköríves oszlopcsarnok – a Louverval Katonai Temető egyik végében áll.
A sírkertnek nevet adó kastélyt az 56. ausztrál gyalogzászlóalj foglalta el 1917. április 2-án. A németek 1918. március 21-én kiverték az 51. (felföldi) hadosztályt, és a britek csak jövő szeptemberben tudták visszafoglalni a területet. A temető területén 1917. decemberben hantoltak el hősi halottat először, majd 1927-ben más elesettek földi maradványait is oda vitték a Louverval-kastélyról elnevezett temetőből, amelyet még a németek alapítottak 1918. márciusban, majd a nemzetközösségi alakulatok használtak szeptember-októberben. Ma 124 katona nyugszik a temetőben.
2023 óta az első világháború temetői és emlékhelyei részeként a világörökséghez tartozik.